# Jiquilisco
Jiquilisco ist ein Municipio im Departamento Usulután im Südosten von El Salvador. Gelegen an der Bahía de Jiquilisco leben dort 47.784 Menschen (Stand: 2007), womit Jiquilisco an 30. Stelle in El Salvador steht.
Der Name Jiquilisco bedeutet "Jiquilite-Sammler". Bei jiquilite oder auch xiquilit handelt es sich um eine Pflanze der Gattung Indigofera, aus deren Wurzeln der Farbstoff Indigo gewonnen wird.